# العلاقات البرتغالية الأمريكية
العلاقات البرتغالية الأمريكية هي العلاقات الثنائية التي تجمع بين البرتغال والولايات المتحدة.

## مقارنة بين البلدين
هذه مقارنة عامة ومرجعية للدولتين:
| وجه المقارنة                                              | البرتغال                                                  | الولايات المتحدة                                                                                                  |
| --------------------------------------------------------- | --------------------------------------------------------- | --- |
| المساحة (كم2)                                             | 92.21 ألف                                                 | 9.83 مليون |
| عدد السكان (نسمة)                                         | 10.60 مليون                                               | 311.58 مليون |
| الكثافة السكانية (ن./كم²)                                 | 114.95                                                    | 31.7 |
| العاصمة                                                   | لشبونة                                                    | واشنطن العاصمة |
| اللغة الرسمية                                             | اللغة البرتغالية، اللغة الميراندية                        | لغة إنجليزية |
| العملة                                                    | يورو، اسكودو برتغالي                                      | دولار أمريكي |
| الناتج المحلي الإجمالي (بليون دولار)                      | 217.57 مليار                                              | 19.39 تريليون |
| الناتج المحلي الإجمالي (تعادل القوة الشرائية) بليون دولار | 307.82 مليار                                              | 18.04 تريليون |
| الناتج المحلي الإجمالي الاسمي للفرد دولار أمريكي          | 19.22 ألف                                                 | 56.12 ألف |
| الناتج المحلي الإجمالي للفرد دولار أمريكي                 | 28.76 ألف                                                 | 54.63 ألف |
| مؤشر التنمية البشرية                                      | 0.830                                                     | 0.920 |
| رمز المكالمات الدولي                                      | +351                                                      | +1 |
| رمز الإنترنت                                              | .pt                                                       | .us، حكومة، .mil، Edu.                                                                                            |
| المنطقة الزمنية                                           | توقيت غرب أوروبا، توقيت غرب أوروبا الصيفي، أوروبا/لشبونة ‏ | توقيت ساموا الأمريكية، توقيت أطلنطي موحد، منطقة زمنية وسطى، توقيت ألاسكا ‏، المنطقة الزمنية الجبلية، توقيت تشامرو ‏ |

## مدن متوأمة
في ما يلي قائمة باتفاقيات التوأمة بين مدن برتغالية وأمريكية:
- ترتبط لشبونة مع ميامي باتفاقية توأمة منذ 28 سبتمبر 1992.
- ترتبط Povoação, Azores [الإنجليزية]‏ مع فول ريفر باتفاقية توأمة.
- ترتبط ريبيرا غراندي مع سومرفيل باتفاقية توأمة.
- ترتبط أويرس مع سان خوسيه باتفاقية توأمة منذ 1996.
- ترتبط Lagoa, Azores [الإنجليزية]‏ مع تونتون باتفاقية توأمة.
- ترتبط كاشكايش مع ساوساليتو باتفاقية توأمة.
- ترتبط أوفار [الإنجليزية]‏ مع إليزابيث باتفاقية توأمة منذ 31 مايو 1996.[16][16][17][18]
- ترتبط شنترة مع هونولولو باتفاقية توأمة.
- ترتبط فيلا دو بيسبو [الإنجليزية]‏ مع كيب كانفرال باتفاقية توأمة.
- ترتبط مانغوالدي مع هارتفورد باتفاقية توأمة.
- ترتبط Vila do Porto [الإنجليزية]‏ مع هودسون باتفاقية توأمة.
- ترتبط قلمرية مع سانتا كلارا باتفاقية توأمة منذ 1988.
- ترتبط Velas, Azores [الإنجليزية]‏ مع تراساي باتفاقية توأمة.
- ترتبط أفيرو مع نيوآرك باتفاقية توأمة.
- ترتبط فونشال مع مقاطعة هونولولو باتفاقية توأمة.
- ترتبط هورتا مع فريمونت باتفاقية توأمة.
- ترتبط Santa Cruz da Graciosa [الإنجليزية]‏ مع بيبودي باتفاقية توأمة.
- ترتبط Vila Franca do Campo [الإنجليزية]‏ مع فول ريفر باتفاقية توأمة.
- ترتبط آنغرا دو هروئيسمو مع تونتون باتفاقية توأمة.
- ترتبط بونتا ديلغادا مع فول ريفر باتفاقية توأمة.

## منظمات دولية مشتركة
يشترك البلدان في عضوية مجموعة من المنظمات الدولية، منها:
| علم المنظمة | اسم المنظمة                               | تاريخ انضمام البرتغال | تاريخ انضمام الولايات المتحدة |
| ----------- | ----------------------------------------- | --------------------- | ----------------------------- |
|             | وكالة ضمان الاستثمار متعدد الأطراف        | 6 يونيو 1988          | 12 أبريل 1988                 |
|             | الوكالة الدولية للطاقة                    | ?                     | ?                             |
|             | الاتحاد الدولي للاتصالات                  | 1866                  | 1 يوليو 1908                  |
|             | يونسكو                                    | 11 مارس 1965          | 4 نوفمبر 1946                 |
|             | البنك الإفريقي للتنمية                    | ?                     | ?                             |
|             | بنك التنمية الآسيوي                       | 2002                  | 1966                          |
|             | الأمم المتحدة                             | 14 ديسمبر 1955        | 24 أكتوبر 1945                |
|             | مؤسسة التمويل الدولية                     | 8 يوليو 1966          | 20 يوليو 1956                 |
|             | منظمة الشرطة الجنائية الدولية             | ?                     | ?                             |
|             | مركز تنسيق الحركة في أوروبا ‏              | ?                     | ?                             |
|             | الاتحاد البريدي العالمي                   | ?                     | ?                             |
|             | منظمة حظر الأسلحة الكيميائية              | ?                     | ?                             |
|             | اتفاقية السماوات المفتوحة                 | ?                     | ?                             |
|             | منظمة التجارة العالمية                    | ?                     | ?                             |
|             | منظمة الأمن والتعاون في أوروبا            | 25 يونيو 1973         | 25 يونيو 1973                 |
|             | نظام تحكم تكنولوجيا القذائف               | 1992                  | 1987                          |
|             | مجموعة الموردين النوويين                  | ?                     | ?                             |
|             | منظمة التعاون الاقتصادي والتنمية          | 4 أغسطس 1961          | ?                             |
|             | المركز الدولي لتسوية المنازعات الاستشارية | 1 أغسطس 1984          | 14 أكتوبر 1966                |
|             | البنك الدولي للإنشاء والتعمير             | 29 مارس 1961          | 27 ديسمبر 1945                |
|             | مؤسسة التنمية الدولية                     | 29 ديسمبر 1992        | 24 سبتمبر 1960                |
|             | حلف شمال الأطلسي                          | 4 أبريل 1949          | 4 أبريل 1949                  |
|             | المنظمة الهيدروغرافية الدولية             | ?                     | ?                             |
|             | مجموعة أستراليا                           | 1985                  | 1985                          |
|             | الفريق المعني برصد الأرض                  | ?                     | ?                             |

## أعلام
هذه قائمة لبعض الشخصيات التي تربطها علاقات بالبلدين:
- آيمي بولر (ممثلة أمريكية، 16 سبتمبر 1971[32] – )
- توم هانكس (ممثل أمريكي، 9 يوليو 1956[33][34][35] – )
- توماس مان (أديب ألماني، 6 يونيو 1875[36][37][38] – 12 أغسطس 1955[36][37][38])
- جادا بينكيت سميث (18 سبتمبر 1971[39][40] – )
- جيدن سميث (ممثل أمريكي، 8 يوليو 1998[41] – )
- جيمس فرانكو (19 أبريل 1978[42][43][44] – )
- دانيال ستيل (روائي أمريكي، 14 أغسطس 1947[45][46][47] – )
- ديف فرانكو (ممثل أمريكي، 12 يونيو 1985[48] – )
- ديمي لوفاتو (مغنية وكاتبة أغاني وممثلة ومؤلفة أمريكية، 20 أغسطس 1992 – )
- شين ويست (ممثل أمريكي، 10 يونيو 1978[49][50] – )
- فانيسا ويليامز (18 مارس 1963[51] – )
- كريغ ميلو (18 أكتوبر 1960[52] – )
- كيتي بيري (مغنية وكاتبة أغاني وممثلة، 25 أكتوبر 1984[53][54][55] – )
- ماثيو ليلارد (24 يناير 1970[56] – )
- ماري أستور (3 مايو 1906[57][58][59] – 25 سبتمبر 1987[58][59][60])

## وصلات خارجية
- موقع وزارة الخارجية البرتغالية
- موقع وزارة الخارجية الأمريكية